# Brett Weston
Theodore Brett Weston (16. prosince 1911, Los Angeles – 22. ledna 1993, Havaj) byl americký fotograf. Van Deren Coke popsal Bretta Westona jako „dítě génia americké fotografie“. Byl druhým ze čtyř synů fotografa Edwarda Westona a Flory Chandlerové.

## Životopis
Jeho otec si dne 30. ledna 1909 vzal po krátké ceremonii za ženu Floru May Chandlerovou, se kterou později měl čtyři syny: Chandlera (1910–1993), Bretta (1911–1993), Neila (1914–1998) a Colea (1919–2003).
Weston začal fotografovat v roce 1925, zatímco žil v Mexiku s Tinou Modotti a svým otcem. Začal vystavovat své fotografie s Edwardem Westonem v roce 1927, objevil se na mezinárodní výstavě Film und Foto v Německu ve svých 17 letech a svou první samostatnou výstavu měl ve 21 letech v lednu 1932 v De Young Museu v San Francisku.
V srpnu 1925 se Edward Weston vrátil do Mexika, tentokrát se svým synem Brettem. Tina Modottiová uspořádala společnou výstavu jejich fotografií a zahájila ji v týdnu, kdy se vrátil. Edward získal nové kritické ocenění a šest jeho výtisků koupilo Národní muzeum. Několik dalších měsíců se soustředil na fotografování lidového umění, hraček a místních scén. Jedním z jeho nejsilnějších obrazů tohoto období jsou tři černé hliněné hrnce, které označil historik umění Rene d'Harnoncourt jako „začátek nového umění“.
V květnu 1926 Weston podepsal smlouvu se spisovatelkou Anitou Brennerovou na 1000 dolarů, aby vytvořil fotografie pro knihu, kterou psala o mexickém lidovém umění Idols Behind Altars. V červnu začala Modotti a Brett cestovat po celé zemi a hledali méně známé národní umění a řemesla. Jeho smlouva vyžadovala, aby odevzdal Brennerové tři hotové výtisky z negativů 8x10 palců a než práci dokončil, trvalo to do listopadu téhož roku. Během svých cest absolvoval Brett u svého otce crash course z fotografie a udělal více než dvě desítky tisků, které jeho otec považoval za výjimečné kvalitní.
Když se vrátili z cest, vztah mezi Westonem a Modottiovou se rozpadl a za méně než dva týdny se s Brettem vrátili do Kalifornie. Do Mexika se již nikdy nevrátil.
Weston se vrátil do svého starého studia v Glendale (dříve nazývaného Tropico). Rychle uspořádal na Kalifornské univerzitě dvojí výstavu fotografií, které s Brettem dělali před rokem. Otec vystavil 100 výtisků a syn vystavoval 20. Brettovi v té době pouhých 15 let.
V květnu 1928 uskutečnili Weston s Brettem krátký, ale důležitý výlet do pouště Mojave. Právě tam poprvé prozkoumal a fotografoval krajinu jako uměleckou formu.  Našel holé skalní formy a prázdné prostory jako vizuální zjevení a za dlouhý víkend pořídil dvacet sedm fotografií. Ve svých poznámkách poznamenal, že „Tyto negativy jsou nejdůležitější, které jsem kdy udělal.“ Dalo by se říci, že po roce 1927 Weston fotografoval hlavně akty, zátiší, své oblíbené lastury a mušle, studie rostlin a krajinné výjevy.
Později téhož roku se Weston a Brett odstěhovali do San Franciska, kde žili a pracovali v malém studiu, které vlastnil Hagemeyer. Dělali portréty, aby získali příjmy, ale toužil sám odejít a vrátil se ke svému umění. Začátkem roku 1929 se Edward přestěhoval do Hagemeyerovy chalupy v Carmelu a tam nakonec našel samotu a inspiraci, kterou hledal. Do okna studia vložil nápis: „Edward Weston, fotograf, neretušované portréty, tisky pro sběratele“.
Brettovy nejstarší snímky z 20. let 20. století odrážejí jeho intuitivní sofistikovaný smysl pro abstrakci. Často zplošťoval plochu, zabýval se vrstveným prostorem, uměleckým stylem spíše užívaným mezi abstraktními expresionisty a modernějšími malíři, jako je David Hockney, než u jiných fotografů. Na počátku třicátých let 20. století začal fotografovat duny v Oceano v Kalifornii. To se nakonec stalo oblíbeným místem také jeho otce Edwarda a místo sdílel se svou třetí manželkou Dody Westonovou Thompsonovou. Brett upřednostňoval papíry s vysokým leskem a ostrou čirost a jasnost želatinových stříbrných fotografických materiálů skupiny fF64, než fotografické papíry platinového matu, které byly atraktivní ve 20. letech 20. století. Povzbuzoval také Edwarda Westona, aby zkusil nové lesklé stříbrné papíry ve své vlastní práci. Brett Weston byl historikem fotografie Beaumontem Newhallem označen jako první fotograf, který používá ve svých fotografiích takzvaný negative space - negativní prostor.
Fotograf Donald Ross, který měl blízko k oběma Westonům řekl, že Brett nikdy nikoho nenapodoboval. Byl svému otci opravdovým rovnocenným partnerem a kolegou a „Jeden bez druhého a druhý bez prvního by nemohli existovat.“
Brett a já se vždycky díváme na věci stejně – máme stejný způsob vidění. Brettovi se to nelíbilo; přirozeně měl pocit, že i kdyby to udělal dříve, veřejnost by to nevěděla a on by byl obviňován z toho, že mě napodobuje..

Brett Weston označil Edwarda Westona za „svého největšího fanouška“ a mezi dvěma fotografickými giganty nebylo žádné rivalství. Brett a jeho manželka Dody loajálně odložili svou vlastní fotografii, aby pomohli Edwardovi poté, co nebyl schopen tisknout své vlastní snímky kvůli Parkinsonově nemoci, která začala tížit Edwardův život v roce 1958.
Weston se oženil a znovu rozvedl celkem čtyřikrát. Měl jednu dceru, Ericu Westonovou. V posledních 14 letech svého života žil na částečný úvazek na Velkém ostrově Havaje a v Carmelu v Kalifornii. Zachoval si domov ve Waikoloa, který postavil jeho bratr Neil Weston, a později se přestěhoval do parku Hawaii Paradise. Zemřel v nemocnici Kona 22. ledna 1993 po mrtvici.
Brett Weston byl jedním z deseti nejlepších fotografů sbíraných americkými muzei v posledním desetiletí svého života. Jeho fotografie jsou součástí sbírek nespočetných muzeí, včetně: Střediska výtvarného umění Colorado Springs, Muzea umění Honolulu, Muzea současného umění v Los Angeles, Muzea umění Oklahoma City, Muzeum moderního umění v San Francisku, Muzeum výtvarného umění Virginie a Muzeum fotografického umění. V listopadu 1996 získal sběratel z Oklahoma City Christian Keesee od Bretta Weston Estate zbývající část Westonovy práce.

## Publikace
- Brett Weston: Photographs. Merle Armitage, E. Weyhe, NY, 1956. ASIN: B0007DEJP2.
- Voyage of the Eye. Aperture, NY, 1975. ISBN 978-0-912334-84-4.
- Brett Weston: Photographs from Five Decades. Edited by RH Cravens, Aperture, NY, 1980. ISBN 978-0-89381-065-8.
- Brett Weston: A Personal Selection. Photography West Graphics, CA, 1986. ISBN 0-9616515-0-4.
- Brett Weston: Master Photographer. Photography West Graphics, CA, 1989. ISBN 0-9616515-3-9.
- Hawaii: Fifty Photographs. Photography West Graphics, CA, 1992. ISBN 0-9616515-4-7.
- Dune: Edward and Brett Weston. Edited by Kurt Markus. Wild Horse Island Press, MT, 2003. ISBN 0-9677321-2-3.
- San Francisco. Lodima Press, PA 2004. ISBN 978-1-888899-16-0. With an afterword by Roger Aikin.
- White Sands. Lodima Press, PA 2005. ISBN 1-888899-31-X. With an introduction by Nancy Newhall and an afterword by Roger Aikin.
- New York. Lodima Press, PA 2006. ASIN: B000T4CSUM. With an introduction by Beaumont Newhall and an afterword by Roger Aikin.
- Fifteen Photographs. Lodima Press, PA 2007. ASIN: B0012FZNJA. With an afterword by Roger Aikin.
- Brett Weston: Out of the Shadow. Edited by Stephen Bennett Phillips. Oklahoma City Museum of Art, OK, 2008, ISBN 978-0-911919-09-7.
- A Restless Eye: A Biography of Photographer Brett Weston. Erica Weston Editions, MO, 2011. ISBN 978-0-615-41361-7.
- Brett Weston At One Hundred - A Centennial Tribute. Edited by Merrilly Alley. Photography West Graphics, CA, 2011. ISBN 978-0-615-53977-5. Slipcased edition of 100 copies.